# مارتون بيني
مارتون بيني هو متزحلق جبال الألب مجري، ولد في 1 أكتوبر 1986 في بودابست في المجر.

## وصلات خارجية
- مارتون بيني على موقع الاتحاد الدولي للتزلج (التزلج على المنحدرات الثلجية) (الإنجليزية)
- مارتون بيني على موقع أوليمبيديا (الإنجليزية)
- مارتون بيني على موقع اللجنة الأولمبية المجرية (الهنغارية)